# Les Enfants d'Arna
Pour plus de détails, voir Fiche technique et Distribution.
Les Enfants d'Arna (Arna's Children) est un film documentaire israélo-néerlandais réalisé en 2003 par Juliano Mer-Khamis et Danniel Danniel, sur une troupe théâtrale d’enfants à Jénine, dans les territoires palestiniens.
Dans le documentaire apparaissent notamment : Zakaria Zubeidi, ancien chef des Brigades des martyrs d'Al-Aqsa à Jénine, et Tali Fahima, militante pacifiste israélienne.

## Synopsis
Le documentaire raconte l’histoire de quelques jeunes combattants palestiniens de Jénine, dont certains ont été tués par les forces israéliennes. Enfants, ces jeunes faisaient partie d'une troupe théâtrale fondée par Arna Mer-Khamis, la mère du coréalisateur Juliano Mer Khamis.  

## Fiche technique
- Titre : Arna's Children
- Titre original : hébreu : הילדים של ארנה
- Réalisation : Danniel Danniel et Juliano Mer-Khamis
- Scénario : Danniel Danniel et Juliano Mer-Khamis
- Photographie : Juliano Mer-Khamis, Hanna Abu Saada et Uri Steinmetz
- Montage : Govert Janse et Obbe Verwer
- Production : Osnat Trabelsi et Pieter van Huystee
- Société de production : Pieter Van Huystee Film and Television et Trabelsi Productions
- Pays :  Israël et  Pays-Bas
- Genre : Documentaire
- Durée : 85 minutes
- Dates de sortie : 
  -  Israël : 2004

## Distinctions
Les Enfants d’Arna a remporté le prix du Meilleur documentaire au Festival du film de TriBeCa (États-Unis) en 2004.